# Гощинський Володимир Броніславович
Володимир Броніславович Гощинський (нар. 27 січня 1950, м. Чортків Тернопільської області, Україна) — український вчений у галузі медицини, доктор медичних наук (2000), професор (2001) кафедри хірургії факультету післядипломної освіти Тернопільського національного медичного університету імені І. Я. Горбачевського.

## Життєпис
Гощинський Володимир Броніславович у 1973 році закінчив з відзнакою Тернопільський державний медичний інститут за спеціальністю лікувальна справа.
1973—1974 — інтернатура при Житомирській міській лікарні за фахом — хірургія.
1974—1975 — хірург Романівської районної лікарні Житомирської області.
1975—1986 — ординатор хірургічного відділення Тернопільської клінічної міської лікарні № 2, судинний хірург і водночас обласний позаштатний судинний хірург.
У 1987 році прийнятий за конкурсом на посаду асистента кафедри факультетської хірургії Тернопільського державного медичного інституту.
1992 р. — доцент кафедри факультетської хірургії Тернопільського державного медичного інституту, у 1998 році переведений на посаду доцента кафедри хірургії факультету післядипломної освіти Тернопільської державної медичної академії імені І. Я. Горбачевського.
У 1999 році обраний завідувачем кафедри поліклінічної справи Тернопільської державної медичної академії імені І. Я. Горбачевського, у 2004 році повторно обраний на посаду завідувача кафедри поліклінічної справи та сімейної медицини, у 2009 році обраний на посаду завідувача кафедри поліклінічної справи та сімейної медицини з медичною технікою Тернопільського державного медичного університету імені І. Я. Горбачевського.
2012—2014 — завідувач кафедри хірургії факультету післядипломної освіти ТДМУ імені І. Я. Горбачевського.
З 2015 року — професор кафедри хірургії факультету післядипломної освіти.
У різні роки був заступником декана факультету післядипломної освіти, заступником проректора з лікувальної роботи, виконував обов'язки головного лікаря університетської консультативно—діагностичної поліклініки.
За ініціативи В. Б. Гощинського у Тернополі створено Центр хірургії одного дня, міський флебологічний центр.
Гощинський В. Б. — куратор відділення серцево—судинної та рентгенендоваскуляної хірургії Тернопільської міської комунальної лікарні № 2.
Член Всеукраїнської асоціації хірургів України (з 1999 р.) і асоціації судинних хірургів та ангіологів (з 2001 р.).

## Наукова діяльність
У 1987 році у Всесоюзному науковому центрі хірургії АМН СРСР захистив кандидатську дисертацію на тему «Применение антимикробных биосовместимых пленок в плановой и ургентной сосудистой хирургии» за спеціальністю — хірургія.
У 1999 році в Київській медичній академії післядипломної освіти захистив докторську дисертацію на тему «Антимікробні розсмоктувальні полімерні матеріали в плановій та ургентній абдомінальній хірургії» за спеціальністю — хірургія.
Сфера наукових зацікавлень — судинна хірургія. Зокрема, розробка нових та удосконалення існуючих технологій ендоваскулярних операцій при атеросклеротичних ураженнях артерій нижніх кінцівок та застосування термоабляційних (лазерної та радіочастотної) операцій для лікування варикозної хвороби нижніх кінцівок.
Член спеціалізованої вченої ради у Буковинському державному медичному університеті з 2011 року.

## Доробок
Автор та співавтором 270 наукових статей та 30 патентів України на винахід.
За редакцією В. Б. Гощинського надрукований підручник «Сімейна медицина».
Підготував 5 кандидатів медичних наук.

### Окремі праці
1. Гощинський В. Б., Венгер І. К., Гощинський П. В., Боднар П. Я. Попередження інфікування судинних анастомозів, протезів та утворення не-справжніх аневризм анастомозів в хірургії черевної аорти // Труды Крымского государственного медицинского университета им. С. Н. Георгиевского. — 2007. — Т. 143. — ч. V.- С. 80-82.
2. Гощинський В. Б. Порівняльна оцінка ефективності традиційних та мініінвазивних оперативних втручань в комплесному лікуванні хро-нічної венозної недостатності нижніх кінцівок / В. Б., Гощинський, І. Я. Дзюбановський, О. Б. Луговий, О. З. П'ятничко, І. Я. Зима // Шпитальна хірургія. — 2007. — № 4. — С.100-103.
3. Гощинський В. Б. Рецидив варикозної хвороби нижніх кінцівок: причини та вибір оптимальної тактики / В. Б. Гощинський, І. Я. Зима, О. Б. Луговий, О. З. П'ятничко // Шпитальна хірургія.- 2008. — № 4. — С.123-125.
4. Гощинський В. Б. Особливості регенераторного процесу в зоні кишкового шва під впливом ліофілізованого ксенодермоім-плантата / В. Б. Гощинський, С. А. Назарчук // Вісник наукових досліджень. — 2009. — № 4. — С. 37-38.
5. Гощинський В. Б. Прогнозування ризику виникнення неспроможності кишкових анастомозів/ В. Б. Гощинський, С. А. Назарчук, П. В. Гощинський // Вісник наукових досліджень. — 2012. — № 2. — С.130-131.
6. Ковальчук Л. Я. Реваскуляризація нижніх кінцівок у хворих із критичною ішемією / Л. Я. Ковальчук, В. Б. Гощинський, П. В. Гощинський // Шпитальна хірургія. — 2014. — № 4. — С.20-25.
7. Гощинський В. Б. Морфологічні, клінічні та біохімічні паралелі дисфункції сполучної тканини у хворих на варикозну хворобу нижніх кінцівок / В. Б. Гощинський, А. М. Продан, О. З. Пятничко // Науковий вісник Ужгородського університету. — 2014 р., серія Медицина", випуск 1 (49). — С.59-64.
8. Гощинський В. Б. Про ефективність різних методів ендоваскулярної реваскуляризації при хронічній ішемії нижніх кінцівок/ В. Б. Гощинський, О. Б. Луговий, В. В. Ольховик // Шпитальна хірургія. — 2015. — № 4. — С.26-30. Гощинський В. Б. Стан гуморального імунітету при експериментальній товстокишковій непрохідності / В. Б. Гощинський, О. А. Домбровський // Вісник наукових досліджень. — 2015. — № 4.- С. — 96-98.
9. Goshchynsky V.B. The Place of PRP and PRF Methods for Trophic Ulcers Treatment in Patients with Decompensation Stages of Varicose Veins in Combination with RFA / V.B. Goshchynsky, O.B. Luhovyi, B.O. Migenko, T.V. Pyatnychka, O.Z. Pyatnychka //Stem Cell & Regenerative Medicine.- 2018. — Volume 2.- Issue 2. — 1 — 3.
10. Goshchynsky V.B. Perspectives on Using Platelet-Rich Plasma and Platelet-Rich Fibrin for Managing Patients with Critical Lower Limb Ischemia After Partial Foot Amputation / V.B. Goshchynsky, O.B. Luhovyi, B.O. Migenko //Journal of Medicine and Life Vol. 13, Issue 1, January-March 2020: 45–49.
11. Volodymyr B. Goshchynsky, Pathophysiological and pathomorphological aspects of relapse of varicose vein after laser coagulation / Volodymyr B. Goshchynsky, Bogdan O. Migenko, Svitlana S. Riabokon // Wiadomości Lekarskie.-2020.- Vol.(11) LXXIII.- p. 2468—2475.
12. Гошинський В. Б., Бабінець Л. С., Стародуб Є. М. Сімейна медицина. Підручник. — Тернопіль: Укрмедкнига, 2014. — 1154 с.
13. Ковальчук Л. Я., Венгер І. К., Гощинський В. Б., Клінічна флебологія: Навчальний посібник. — Тернопіль.- Укрмедкнига. 2008. -288 с.
14. Ковальчук Л. Я. Венозні тромбози та їх ускладнення: навч. посіб. / Л. Я. Ковальчук, І. К. Венгер, В. Б. Гощинський, П. І. Нікульніков, С. Я. Костів, О. Б. Луговий, О. З. П'ятничка. — Т. : ТДМУ; Укрмедкн., 2011. — 135 c.

## Нагороди
Нагороджений почесною грамотою Кабінету міністрів України.